# Toronto-Ouest-Centre
Pour les articles homonymes, voir Toronto (homonymie).
Toronto-Ouest-Centre fut une circonscription électorale fédérale de l'Ontario, représentée de 1925 à 1935. 
La circonscription de Toronto-Ouest-Centre a été créée en 1924 d'une partie de Toronto-Centre et de Toronto-Ouest. Abolie en 1933, elle fut redistribuée parmi Spadina, Saint-Paul's et Trinity.

## Géographie
En 1924, la circonscription de Toronto-Ouest-Centre était délimitée par la Bloor Street, Dovercourt Road, Dundas Street, Avenue Road, Queen's Park Crescent et University Avenue.

## Députés
1. 1925-1930 — Horatio Clarence Hocken, CON
2. 1930-1935 — Samuel Factor, PLC

- CON = Parti conservateur du Canada (ancien)
- PLC = Parti libéral du Canada